# Муджуру, Соломон
Соломон Муджуру (англ. Solomon Mujuru, псевдоним Рекс Нгонго (англ. Rex Nhongo), 1 мая 1949 — 16 августа 2011) — зимбабвийский бизнесмен, военный и политический деятель. Активный участник войны 1965—1979 годов на стороне африканской националистической организации ЗАНЛА. Входил в высшее руководство Зимбабве при диктатуре Мугабе, однако с 2007 г. находился под домашним арестом после попытки отстранить президента от власти. Жена — Джойс Муджуру — в 2004—2014 годах являлась первым вице-президентом Зимбабве.
Погиб при пожаре, вызванном электрическим замыканием.